# 真野泰
真野 泰（眞野 泰、まの やすし、1961年 - ）は、日本の英文学者、翻訳家。学習院大学文学部教授。

## 人物
東京都出身。麻布高等学校卒、1986年東京大学法学部卒、東京大学教養学部イギリス科卒。1991年同大学院総合文化研究科地域文化研究専攻修士課程修了。東京大学教養学部助手、1994年東洋大学文学部講師、学習院大学文学部助教授を経て、教授。専門はイギリス文学。

## 著書
- 『英語のしくみと訳しかた』（研究社）2010.8

## 翻訳
- 『スターズ・アンド・バーズ』（ウィリアム・ボイド、中央公論社）1993
- 『時間のなかの子供』（イアン・マキューアン、中央公論社）1995
- 『ラストオーダー』（グレアム・スウィフト、中央公論社）1997
- 『世俗の聖典 ロマンスの構造』（ノースロップ・フライ、中村健二共訳、法政大学出版局、叢書・ウニベルシタス）1999
- 『夢みるピーターの七つの冒険』（イアン・マキューアン、中央公論新社）2001.11、のち文庫
- 『ウォーターランド』（グレアム・スウィフト、新潮社）2002
- 『奇跡も語る者がいなければ』（ジョン・マグレガー、新潮社）2004
- 『最後の注文』（グレアム・スウィフト、新潮社）2005
- 『アーサーとジョージ』（ジュリアン・バーンズ、山崎暁子共訳、中央公論新社）2016 -『推理作家コナン・ドイルの事件簿』としてドラマ化
- 『マザリング・サンデー』（グレアム・スウィフト、新潮社、CREST BOOKS）2018